# فوزینیانو
فوزینیانو (به ایتالیایی: Fusignano) یک کومونه در ایتالیا است که در استان راونا واقع شده‌است.

## خصوصیات
فوزینیانو ۲۴ کیلومترمربع مساحت و ۸٬۴۰۸ نفر جمعیت دارد و ۹ متر بالاتر از سطح دریا واقع شده‌است.